# Ficus lawrencei
Ficus lawrencei är en mullbärsväxtart som beskrevs av Paul Carpenter Standley. Ficus lawrencei ingår i släktet fikonsläktet, och familjen mullbärsväxter. Inga underarter finns listade i Catalogue of Life.